# Zbigniew Balcewicz
Zbigniew Balcewicz, lit. Zbignev Balcevič (ur. 27 lipca 1946 w Zaviasai w rejonie wileńskim) – litewski polityk, urzędnik państwowy, dziennikarz, działacz mniejszości polskiej na Litwie, były poseł na Sejm litewski.

## Życiorys
W 1965 ukończył szkołę pedagogiczną w Wilnie, później studiował prawo na Wileńskim Uniwersytecie Państwowym. Od 1965 działał w Komsomole i Komunistycznej Partii Związku Radzieckiego. W 1981 objął urząd wiceprzewodniczącego Wileńskiego Miejskiego Komitetu Wykonawczego, który sprawował przez siedem lat. Odpowiadał wówczas m.in. za gospodarkę mieszkaniową. W latach 1988–1995 był redaktorem naczelnym „Czerwonego Sztandaru” i „Kuriera Wileńskiego”.
W 1990 został wybrany do Rady Najwyższej Litewskiej SRR z okręgu Wilno. 11 marca tego samego roku jako jeden z trzech Polaków głosował za Aktem Przywrócenia Państwa Litewskiego.
W latach 90. sprawował funkcję prezesa wileńskiego oddziału Związku Polaków na Litwie, był również wybrany wiceprzewodniczącym Zarządu Głównego ZPL (2000). Przez kilka miesięcy pełnił funkcję redaktora naczelnego „Gazety Wileńskiej” (1999–2000).
W 2001 na mocy porozumienia koalicyjnego między Nowym Związkiem, lewicą i AWPL objął stanowisko zastępcy mera rejonu wileńskiego, które zajmował przez pięć lat.
W wyborach parlamentarnych w 2008 kandydował z listy państwowej Partii Frontu oraz z ramienia tego samego ugrupowania w okręgu jednomandatowym Wilno-Szyrwinty, otrzymując w pierwszej turze 2,81% głosów poparcia.

## Ordery i odznaczenia
- Medal Niepodległości Litwy (2000)[4]
- Krzyż Oficerski Orderu Zasługi Rzeczypospolitej Polskiej (2001)[5][6]